# Tommaso Bianchi
Tommaso Bianchi (Piombino, 1º novembre 1988) è un calciatore italiano, centrocampista e capitano del Siena.

## Caratteristiche tecniche
Il ruolo naturale di Bianchi è il centrale di centrocampo, tuttavia ha giocato anche alcune partite da esterno sinistro.

## Carriera

### Club
Dopo aver militato nel settore giovanile del Follonica, squadra della sua città, nell'estate 2002 si trasferisce al Margine Coperta. L'anno successivo approda nel vivaio del Piacenza con cui debutta in Serie B il 19 marzo 2006 sul campo della Ternana segnando la prima rete il 14 maggio dello stesso anno; nelle stagioni successive acquisisce sempre più spazio nel centrocampo della squadra emiliana. Il 29 agosto 2009 mette a segno la sua prima doppietta, che consente al Piacenza di sconfiggere 3-2 il Lecce.
Il 1º febbraio 2010 passa al Chievo con la formula del prestito con diritto di riscatto della metà del cartellino. Al Chievo non gioca neanche una partita e così a fine anno non viene riscattato e torna a Piacenza.
Nella prima partita ufficiale dopo il ritorno al Piacenza, il secondo turno di Coppa Italia contro la Virtus Lanciano, segna il gol del momentaneo 4-3 nella partita poi terminata 5-3. A fine stagione totalizza 37 presenze in campionato, 2 nei play-out e 2 in Coppa Italia con 4 gol in campionato e 1 in Coppa Italia, risultando così il calciatore più presente insieme a Mario Cassano nella stagione conclusa con la retrocessione in Lega Pro Prima Divisione.
Inizia la stagione successiva giocando da titolare nelle partite di Coppa Italia contro il Pontedera e l'Empoli. Il 31 agosto, ultimo giorno prima della fine del mercato, viene ceduto in comproprietà al Sassuolo. Fa il suo debutto con la maglia neroverde il 10 settembre nella vittoria per 2-0 contro il Cittadella. Disputa una stagione da titolare, con 29 presenze in campionato, e il 20 giugno 2012 viene riscattato completamente dal Sassuolo. Sigla la sua prima rete in maglia neroverde il 15 dicembre 2012 nella vittoria per 3-1 in casa del Padova.
Il 18 maggio 2013 vince il campionato di Serie B e conquista la promozione in Serie A con la squadra emiliana guidata da Eusebio Di Francesco. Nell'ultimo giorno di mercato viene ceduto in prestito al Modena, tornando a militare in Serie B. Fa il suo debutto con i canarini l'8 settembre nella vittoria per 2-0 contro il Cittadella. Segna il suo primo gol coi gialloblù il 19 ottobre nella vittoria casalinga per 3-0 contro la Reggina. Chiude la stagione con 38 presenze e 3 reti in campionato e 3 presenze nei play-off nei quali il Modena è eliminato in semifinale dal Cesena.
Nel luglio 2014 rientra al Sassuolo, che lo cede a titolo definitivo al Leeds Utd di Massimo Cellino. Fa il suo debutto con gli inglesi il 12 agosto nel primo turno di Football League Cup nella partita vinta per 2-1 contro l'Accrington Stanley. Il 10 febbraio 2015, nella partita contro il Reading, a seguito di un contrasto con il centrocampista avversario Daniel Williams, si infortuna al legamento collaterale tibiale, venendo costretto a subire un'operazione e terminando così anzitempo la sua stagione con 24 presenze. Ritornato in campo durante la preparazione per la stagione successiva, s'infortuna di nuovo il 21 luglio durante un'amichevole contro l'Eintracht Francoforte; lo stop obbliga Bianchi a un'operazione al ginocchio costringendolo a saltare la prima parte della stagione.
Nel gennaio 2016 passa all'Ascoli in prestito con obbligo di riscatto. Fa il suo debutto con i marchigiani il 30 gennaio nella sconfitta per 3-0 sul campo del Cesena. Chiude la stagione, nella quale l'Ascoli ottiene la salvezza all'ultima giornata, con 16 presenze. Rimane all'Ascoli anche la stagione successiva. Il 14 maggio, alla penultima giornata, segna il gol decisivo nella vittoria 1-0 in casa del Bari che vale la salvezza per i marchigiani. Termina l'annata con 27 presenze e una rete in campionato, a cui si aggiunge una presenza in Coppa Italia. Resta nelle Marche anche nell'annata 2017-2018 totalizzando 3 reti in 26 presenze in campionato, oltre a una presenza nei vittoriosi play-out contro l'Entella che sanciscono la salvezza per l'Ascoli.
Il 17 agosto 2018 si trasferisce al Novara. Debutta con i piemontesi il 30 settembre successivo nella partita pareggiata 1-1 contro la Juventus U23. L'11 novembre mette a segno le sue prime reti con la maglia dei piemontesi realizzando una doppietta nella partita pareggiata 2-2 contro l' Arezzo. Termina la stagione, nella quale il Novara viene eliminato al secondo turno dei play-off, totalizzando 3 reti in 26 presenze in campionato, 2 presenze nei play-off e una presenza in Coppa Italia. Rimasto in Piemonte anche l'annata successiva, totalizza complessivamente 2 reti in 24 presenze di campionato, una presenza in Coppa Italia e 4 presenze nei play-off, nei quali il Novara viene eliminato in semifinale dal Reggio Audace. Rimasto al Novara anche per la stagione 2020-2021, inizia l'annata scendendo regolarmente in campo, per poi vedere il suo minutaggio scendere dopo la pausa invernale, fino ad essere posto sostanzialmente fuori rosa a partire dal mese di marzo; in totale scende in campo 20 volte in campionato, con una rete segnata, e una volta in Coppa Italia.
Dopo essere rimasto svincolato, il 16 agosto 2021 viene annunciato l'approdo di Bianchi al Siena, società appena ripescata in Serie C. Debutta con i bianconeri toscani il 5 settembre 2021 nella partita pareggiata per 0-0 contro il Teramo. Realizza la sua prima rete senese il 13 febbraio 2022 nella partita pareggiata per 1-1 sul campo della Pistoiese. Il 23 gennaio 2022, nella partita pareggiata 2-2 contro l'Imolese veste per la prima volta la fascia di capitano dei bianconeri. Dopo una prima parte di stagione condizionata dal contagio da Covid avvenuto in estate e da un infortunio avuto nel mese di dicembre, nella seconda parte di annata si afferma come titolare della formazione toscana, totalizzando 3 reti in 29 presenze in campionato a cui si aggiunge una presenza in Coppa Italia Serie C. Nel gennaio 2023, dopo 11 presenze complessive tra campionato e Coppa Italia Serie C, si trasferisce al San Donato Tavarnelle, squadra militante nel girone B del campionato di Serie C, con cui fa il suo debutto il 15 gennaio, nella partita vinta per 3-1 sul campo della Carrarese. La settimana successiva, nel pareggio per 1-1 sul campo della Recanatese, mette a segno la sua prima rete con i chiantigiani. Terminata la stagione con 15 presenze e una rete in campionato, oltre a due presenze nei play-out nei quali il San Donato Tavarnelle retrocede in Serie D, rimane svincolato.
Nel settembre 2023 ritorna a Siena, nella nuova società costituitasi in seguito alla mancata iscrizione al campionato di Serie C e militante in Eccellenza. A partire dalla prima partita, disputata il 17 settembre e vinta per 2-1 sul campo della Fortis Juventus, viene designato capitano della formazione toscana. Al termine della stagione, dopo aver contribuito con 3 reti in 31 presenze alla promozione dei bianconeri in Serie D, viene confermato anche per la stagione 2024-2025 da disputarsi nel massimo campionato dilettantistico.

### Nazionale
Bianchi vanta una presenza con la nazionale italiana Under-19 e 6 presenze con l'Under-20, senza reti.
Il 4 settembre 2009 ottiene la sua unica presenza con la nazionale Under-21, allenata da Pierluigi Casiraghi, giocando da titolare nella gara Galles-Italia 2-1, valida per le qualificazioni agli europei di categoria del 2011.

## Statistiche

### Presenze e reti nei club
Statistiche aggiornate al 27 aprile 2025.
| Stagione         | Squadra               | Campionato       | Campionato | Campionato | Coppe nazionali | Coppe nazionali | Coppe nazionali | Coppe continentali | Coppe continentali | Coppe continentali | Altre coppe | Altre coppe | Altre coppe | Totale | Totale |
| Stagione         | Squadra               | Comp             | Pres       | Reti       | Comp            | Pres            | Reti            | Comp               | Pres               | Reti               | Comp        | Pres        | Reti        | Pres   | Reti   |
| ---------------- | --------------------- | ---------------- | ---------- | ---------- | --------------- | --------------- | --------------- | ------------------ | ------------------ | ------------------ | ----------- | ----------- | ----------- | ------ | ------ |
| 2005-2006        | Piacenza              | B                | 4          | 1          | CI              | 0               | 0               | -                  | -                  | -                  | -           | -           | -           | 4      | 1      |
| 2006-2007        | Piacenza              | B                | 10         | 0          | CI              | 0               | 0               | -                  | -                  | -                  | -           | -           | -           | 10     | 0      |
| 2007-2008        | Piacenza              | B                | 28         | 1          | CI              | 2               | 1               | -                  | -                  | -                  | -           | -           | -           | 30     | 2      |
| 2008-2009        | Piacenza              | B                | 20         | 2          | CI              | 1               | 0               | -                  | -                  | -                  | -           | -           | -           | 21     | 2      |
| 2009-gen. 2010   | Piacenza              | B                | 19         | 2          | CI              | 1               | 0               | -                  | -                  | -                  | -           | -           | -           | 20     | 2      |
| gen.-giu. 2010   | Chievo                | A                | 0          | 0          | CI              | -               | -               | -                  | -                  | -                  | -           | -           | -           | 0      | 0      |
| 2010-2011        | Piacenza              | B                | 37+2       | 4          | CI              | 2               | 1               | -                  | -                  | -                  | -           | -           | -           | 41     | 5      |
| ago. 2011        | Piacenza              | 1D               | 0          | 0          | CI+CI-LP        | 2+0             | 0               | -                  | -                  | -                  | -           | -           | -           | 2      | 0      |
| Totale Piacenza  | Totale Piacenza       | Totale Piacenza  | 118+2      | 10         |                 | 8               | 2               |                    | -                  | -                  |             | -           | -           | 128    | 12     |
| ago. 2011-2012   | Sassuolo              | B                | 29         | 0          | CI              | -               | -               | -                  | -                  | -                  | -           | -           | -           | 29     | 0      |
| 2012-2013        | Sassuolo              | B                | 30         | 4          | CI              | 2               | 0               | -                  | -                  | -                  | -           | -           | -           | 32     | 4      |
| Totale Sassuolo  | Totale Sassuolo       | Totale Sassuolo  | 59         | 4          |                 | 2               | 0               |                    | -                  | -                  |             | -           | -           | 61     | 4      |
| 2013-2014        | Modena                | B                | 38+3       | 3          | CI              | -               | -               | -                  | -                  | -                  | -           | -           | -           | 41     | 3      |
| 2014-2015        | Leeds Utd             | FLC              | 24         | 0          | FACup+CdL       | 0+2             | 0               | -                  | -                  | -                  | -           | -           | -           | 26     | 0      |
| 2015-gen. 2016   | Leeds Utd             | FLC              | 0          | 0          | FACup+CdL       | 0               | 0               | -                  | -                  | -                  | -           | -           | -           | 0      | 0      |
| Totale Leeds Utd | Totale Leeds Utd      | Totale Leeds Utd | 24         | 0          |                 | 2               | 0               |                    | -                  | -                  |             | -           | -           | 26     | 0      |
| gen.-giu. 2016   | Ascoli                | B                | 16         | 0          | CI              | 0               | 0               | -                  | -                  | -                  | -           | -           | -           | 16     | 0      |
| 2016-2017        | Ascoli                | B                | 28         | 1          | CI              | 1               | 0               | -                  | -                  | -                  | -           | -           | -           | 29     | 1      |
| 2017-2018        | Ascoli                | B                | 26+1       | 3          | CI              | 0               | 0               | -                  | -                  | -                  | -           | -           | -           | 27     | 3      |
| Totale Ascoli    | Totale Ascoli         | Totale Ascoli    | 70+1       | 4          |                 | 1               | 0               |                    | -                  | -                  |             | -           | -           | 72     | 4      |
| 2018-2019        | Novara                | C                | 26+2       | 3          | CI+CI-C         | 1+0             | 0               | -                  | -                  | -                  | -           | -           | -           | 29     | 3      |
| 2019-2020        | Novara                | C                | 25+4       | 2          | CI+CI-C         | 1+0             | 0               | -                  | -                  | -                  | -           | -           | -           | 30     | 2      |
| 2020-2021        | Novara                | C                | 20         | 1          | CI              | 1               | 0               | -                  | -                  | -                  | -           | -           | -           | 21     | 1      |
| Totale Novara    | Totale Novara         | Totale Novara    | 71+6       | 6          |                 | 3               | 0               |                    | -                  | -                  |             | -           | -           | 80     | 6      |
| 2021-2022        | Siena                 | C                | 29         | 3          | CI-C            | 1               | 0               | -                  | -                  | -                  | -           | -           | -           | 30     | 3      |
| 2022-gen. 2023   | Siena                 | C                | 10         | 0          | CI-C            | 1               | 0               | -                  | -                  | -                  | -           | -           | -           | 11     | 0      |
| Totale Siena     | Totale Siena          | Totale Siena     | 39         | 3          |                 | 2               | 0               |                    | -                  | -                  |             | -           | -           | 41     | 3      |
| gen.-giu. 2023   | San Donato Tavarnelle | C                | 15+2       | 1          | CI-C            | -               | -               | -                  | -                  | -                  | -           | -           | -           | 17     | 1      |
| 2023-2024        | Siena                 | Ecc.             | 32         | 3          | -               | -               | -               | -                  | -                  | -                  | -           | -           | -           | 32     | 3      |
| 2024-2025        | Siena                 | D                | 25         | 0          | CI-D            | 1               | 0               | -                  | -                  | -                  | -           | -           | -           | 26     | 0      |
| Totale Siena     | Totale Siena          | Totale Siena     | 96         | 6          |                 | 3               | 0               |                    | -                  | -                  |             | -           | -           | 99     | 6      |
| Totale carriera  | Totale carriera       | Totale carriera  | 504        | 34         |                 | 19              | 2               |                    | -                  | -                  |             | -           | -           | 523    | 36     |

## Palmarès

### Club

#### Competizioni nazionali
- Campionato italiano di Serie B: 1

Sassuolo: 2012-2013

#### Competizioni regionali
- Eccellenza Toscana: 1

Siena: 2023-2024 (Girone B)